# Dorin Rotariu
Dorin Rotariu (Timișoara, 29 de julio de 1995) es un futbolista rumano. Juega de extremo y su equipo es el Iğdır F. K. de la TFF Primera División.

## Biografía
Es sobrino del exjugador y actual ayudante de campo Iosif Rotariu; dirige en ACS Poli Timisoara.

## Selección nacional
Ha sido internacional con la selección de Rumanía en 10 ocasiones anotando un gol. También lo ha sido en las categorías inferiores un total de 22 ocasiones.

## Clubes
| Club                          | País         | Año       |
| ----------------------------- | ------------ | --------- |
| Politehnica Timișoara         | Rumania      | 2012-2013 |
| Dinamo de Bucarest            | Rumania      | 2013-2016 |
| Club Brujas                   | Bélgica      | 2016-2019 |
| Royal Excel Mouscron (cedido) | Bélgica      | 2017-2018 |
| AZ Alkmaar (cedido)           | Países Bajos | 2018-2019 |
| F. C. Astana                  | Kazajistán   | 2019-2021 |
| P. F. C. Ludogorets Razgrad   | Bulgaria     | 2021-2023 |
| Atromitos de Atenas (cedido)  | Grecia       | 2022-2023 |
| FCSB                          | Rumania      | 2023-2024 |
| Ankaragücü                    | Turquía      | 2024-2025 |
| Iğdır F. K.                   | Turquía      | 2025-     |

## Palmarés

### Títulos nacionales
| Título                     | Club                        | País       | Año  |
| -------------------------- | --------------------------- | ---------- | ---- |
| Supercopa de Kazajistán    | F. C. Astana                | Kazajistán | 2019 |
| Liga Premier de Kazajistán | F. C. Astana                | Kazajistán | 2019 |
| Supercopa de Kazajistán    | F. C. Astana                | Kazajistán | 2020 |
| Supercopa de Bulgaria      | P. F. C. Ludogorets Razgrad | Bulgaria   | 2021 |